# Mochlotona phasmatias
Mochlotona phasmatias är en fjärilsart som beskrevs av Edward Meyrick 1892. Mochlotona phasmatias ingår i släktet Mochlotona och familjen mätare. Inga underarter finns listade i Catalogue of Life.

## Bildgalleri

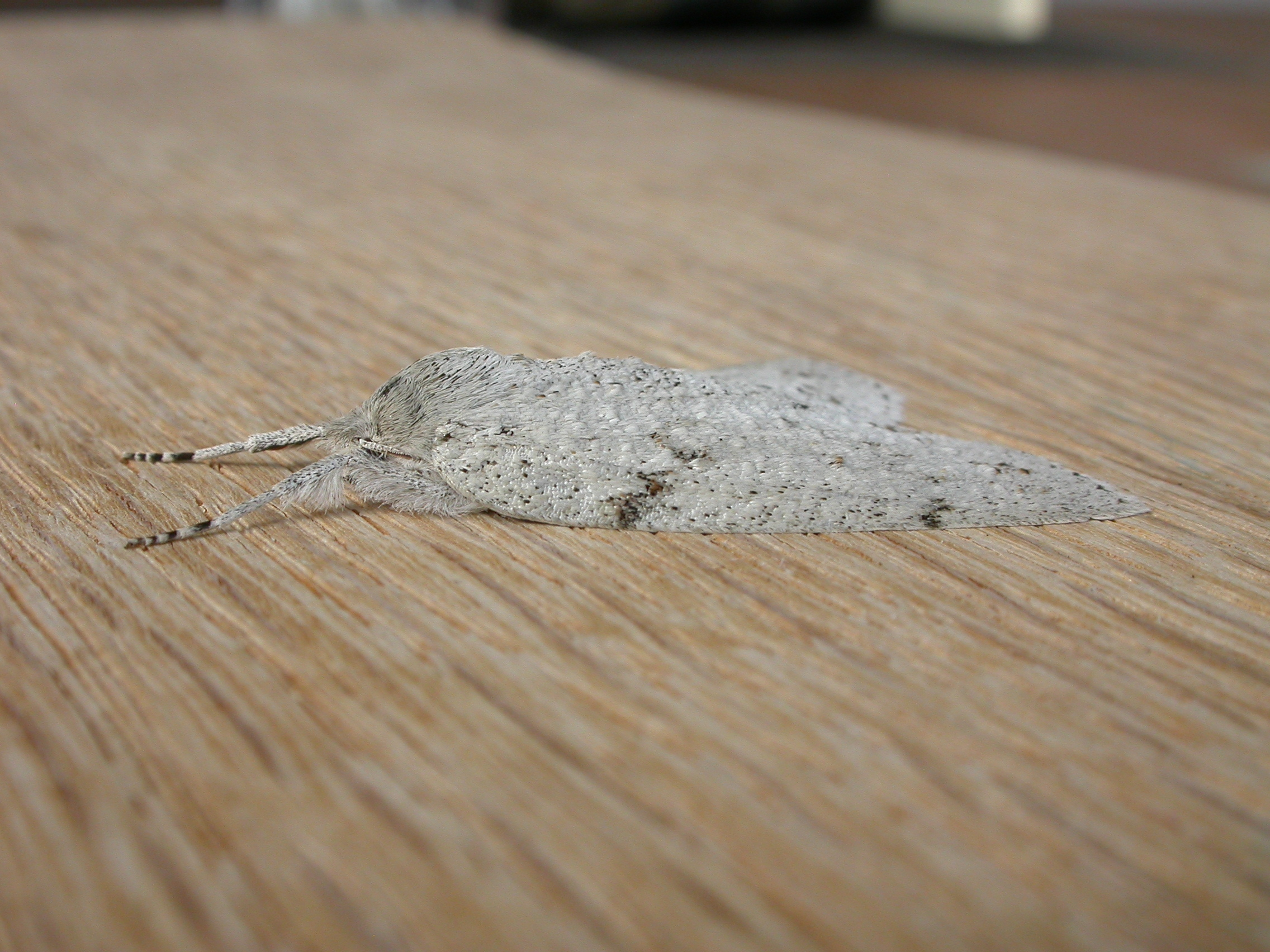
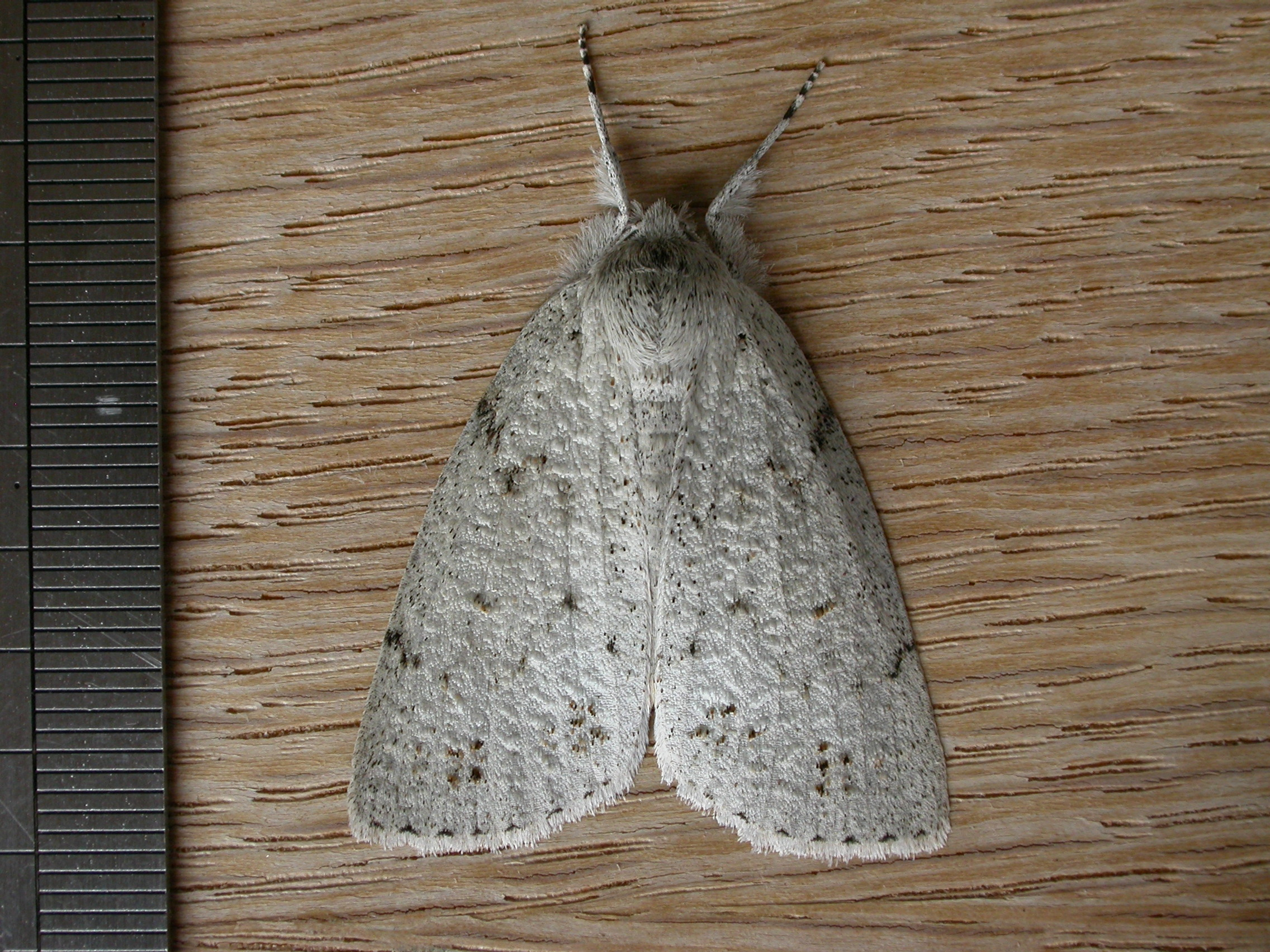